# Orthotrichia velata
Orthotrichia velata är en nattsländeart som beskrevs av Wells 1983. Orthotrichia velata ingår i släktet Orthotrichia och familjen smånattsländor. Inga underarter finns listade i Catalogue of Life.